# Mercedes Cañas
Mercedes Cañas (nacida el 14 de abril de 1996 en Madrid, España) es una cantante y compositora madrileña. Estudió violonchelo en el conservatorio y además toca la guitarra, el ukelele, el piano, canta y compone sus propias canciones.
Desde pequeña la música ha formado parte de su vida y empezó a aprender a tocar el violonchelo y a cantar tanto covers como algunos temas propios. Debutó oficialmente en 2019 con su sencillo Tirando a Lila, una canción en la que cuenta sus vivencias durante sus veranos en Alicante. A este primer sencillo se le sumó también en 2019 el segundo, Sin Sabor.
En 2020 estos dos primeros sencillos, junto con algunas canciones nuevas, conformaban el que sería el primer disco de la artista, Desde Aquí, con un total de 7 canciones.
Tras haber lanzado varios sencillos más durante estos años, ya en 2022, sacó el que sería su segundo disco Que entren en mi cabeza, un disco que, tal y como ella dice, va muy cargado de amor, y en el que nos cuenta sus vivencias a través de algunas de sus canciones más populares como Aguamarina o Como Diciembre a Enero.
Con este último disco ha tenido la posibilidad de hacer una gira por toda España y por algunos países de Hispanoamérica, más concretamente; Argentina, Chile, México y Colombia.

## Discografía

#### Álbumes
| 2020: Desde Aquí |
| --- |
| 1. "Al Borde" 2. "Colors in the Night" 3. "Dominó" 4. "Sin Sabor" 5. "Tell me How" 6. "Tirando a Lila" 7. "Tormenta" |

| 2023: Que Entren en mi Cabeza |
| --- |
| 1. "10 km" 2. "Como diciembre a enero" 3. "Aguamarina" 4. "Pellízcame" 5. "Ninguna posibilidad" 6. "8 que 80" 7. "Me he acordado de ti" 8. "Brillo" 9. "No tan lejos" 10. "Ya no eres el mismo" 11. "Cuánto me dolías" |